# 大島 (陸奥湾)

大島（陸奥大島）と大島橋

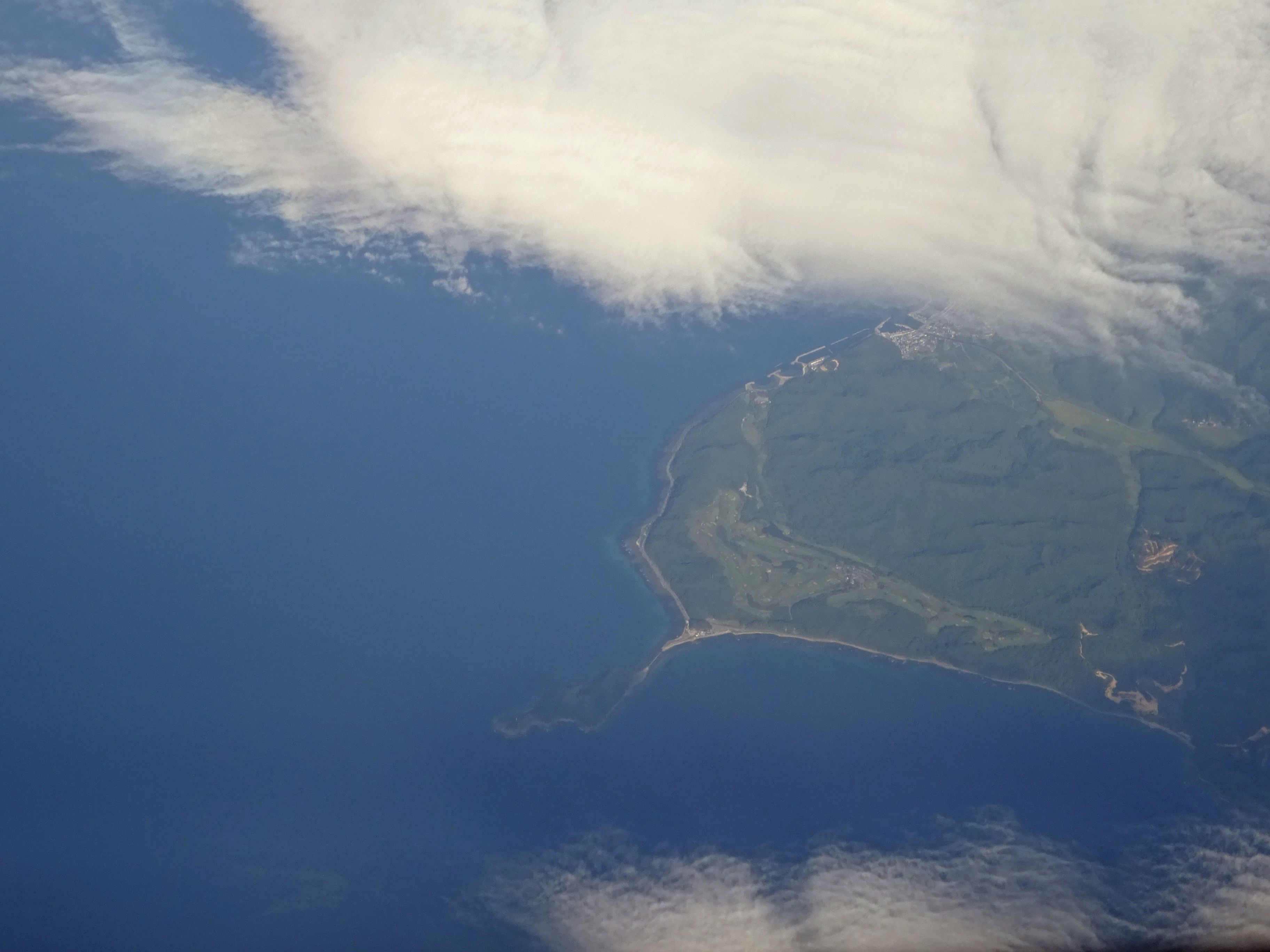
陸奥大島を空撮（中央寄りの小島）

大島（おおしま）は陸奥湾中央の夏泊半島突端部、夏泊崎の沖にある島。全島が平内町（青森県東津軽郡）に属する。島の北端には陸奥大島灯台があるほか、釣りスポットしても人気がある。

## 地形
陸奥湾の中央部に突き出た夏泊半島の先端部、夏泊崎から北西に約180メートルないし200メートル沖に位置する。形状は「ひょうたん形」または「ほぼ楕円形」で、周囲は約3キロメートル。島の中央部は丘陵をなし、標高は73メートル。
かつては夏泊半島とは砂州で繋がっていて、干潮時には徒歩で渡れたという。近年になって浸食が再開し、夏泊崎と切り離された。面積は0.20平方キロメートル（1982年）ないし0.16平方キロメートル（2005年）。
陸奥湾に突き出た尖端部に当たる島の北側は、第三紀の火山に由来するデイサイトでできていて、特に西海岸は柱状節理がよく発達し、切り立った絶壁となっている。この島北側の中央部は馬の背状の丘陵で、芝生に覆われた草地になっていて、目立つ樹木はない。
一方、島の南側は頁岩が主体である。岩は貝化石を含み、海底の堆積地層が隆起したことがわかる。北部と違いこちらはカシワなどからなる広葉樹林に覆われ、ところどころにクロマツが混じる。

## 人文史
江戸時代初期の正保2年（1645年）に作られた国絵図（『津軽郡之絵図』）には、夏泊半島の夏泊崎を「大間崎」と記し、その先に「大嶋」が描かれている。このあたりの海岸には大間村という小集落があり、製塩などによって生計を立てていたという。しかし時期は不明だが、この村は廃村となった。明治時代の地図には、大嶋は「大間島」と記されている。
享保4年（1719年）、大間喜兵衛という人物を中心にして、海上安全祈願のため大島の北端に弁財天を祭祀した。これは弁天宮として今も祀られている。
1950年代まで、島北部の草地ではウシやウマの放牧が行われていた。

### 田沢の化島
青森県が編纂した『津輕俗説選』（1797年）には、大島が「平内七不思議」の一つ「田沢の化島」として掲載され、在地の奇譚を伝える。「田沢」は平内町の前身、東津軽郡中平内村を構成した郷の一つ。江戸時代の大間村は田沢村の支村であった。この伝承では、この島を外が浜の「妖島」といい、天候や時間によって、島の姿の大小、遠近、濃淡が異なって見えるとされる。住民は島の姿を観天望気に用いたという。

### 陸奥大島灯台
島の北端には、1949年（昭和24年）に点灯を開始した陸奥大島灯台がある。高さ9.7.メートル、灯質は単閃白光で毎7秒に1閃光。光達距離は7.5海里（約14キロメートル）。無人灯台である。

### 観光と釣り
夏泊崎との砂州には、コンクリート橋が架橋されており、干満を問わず島との往来が可能である。1960年代には、船底をガラス張りにした水中観光船が運航され観光客を集めた。近年も灯台直下の岩場は釣りスポットとして人気がある。